# Shelby McEwen
Pour les articles homonymes, voir McEwen.
Shelby McEwen (né le 6 avril 1996 à Abbeville dans le Mississippi) est un athlète américain, spécialiste du saut en hauteur.

## Biographie
Vainqueur des championnats NCAA en salle 2019, il se classe deuxième des championnats des États-Unis 2019 en portant son record personnel en plein air à 2,30 m. Il participe aux championnats du monde à Doha mais s'incline au stade des qualifications.
Auteur d'un record personnel à 2,33 m, le 22 mai 2021 à Tucson, il se classe troisième des délections olympiques américaines et se qualifie pour les Jeux olympiques. À Tokyo, il atteint la finale et se classe 12e de l'épreuve avec un saut à 2,27 m.
En 2022, Shelby McEwen remporte son premier titre national à l'occasion des championnats des États-Unis à Eugene en égalant son record personnel de 2,33 m. Il se classe 5e des championnats du monde à Eugene en franchissant la hauteur de 2,30 m.
Deuxième des championnats des États-Unis 2023 derrière son compatriote JuVaughn Harrison, il atteint une nouvelle finale mondiale en se classant 7e des championnats du monde à Budapest (2,29 m).
Il égale son record de 2,33 m en février 2024 à Hustopeče puis remporte la médaille d'argent aux championnats du monde en salle de Glasgow avec 2,28 m, devancé par le Néo-Zélandais Hamish Kerr. En avril 2024, il obtient son premier succès en Ligue de diamant en remportant le meeting de Xiamen, en Chine.
En finale des Jeux olympiques d'été de 2024, Shelby McEwen bat son record personnel en franchissant 2,36 m à son premier essai, et se retrouve ex-æquo en tête du concours avec le Néo-zélandais Hamish Kerr. Alors qu'ils auraient pu se partager la médaille d'or comme Mutaz Essa Barshim et Gianmarco Tamberi en 2021 à Tokyo, les deux hommes décident de disputer un barrage. Après des échecs à 2,38 m et 2,36 m, le titre revient à Hamish Kerr qui est le seul à franchir 2,34 m, McEwen remportant la médaille d'argent.

## Palmarès

### International
| Date | Compétition                    | Lieu     | Résultat | Marque |
| ---- | ------------------------------ | -------- | -------- | ------ |
| 2021 | Jeux olympiques                | Tokyo    | 12e      | 2,27 m |
| 2022 | Championnats du monde          | Eugene   | 5e       | 2,30 m |
| 2023 | Championnats du monde          | Budapest | 7e       | 2,29 m |
| 2024 | Championnats du monde en salle | Glasgow  | 2e       | 2,28 m |
| 2024 | Jeux olympiques                | Paris    | 2e       | 2,36 m |

### National
- Championnats des États-Unis d'athlétisme
  - vainqueur du saut en hauteur en 2022
- Championnats des États-Unis d'athlétisme en salle
  - vainqueur du saut en hauteur en 2023 et 2024

## Records

### Records personnels
| Épreuve         | Performance | Lieu        | Date         |
| --------------- | ----------- | ----------- | ------------ |
| Saut en hauteur | 2,36 m      | Saint-Denis | 10 août 2024 |

### Meilleures performances par année
| Année | Marque |
| ----- | ------ |
| 2016  | 2,19 m |
| 2017  | 2,23 m |
| 2018  | 2,29 m |
| 2019  | 2,31 m |
| 2020  | 2,26 m |
| 2021  | 2,33 m |
| 2022  | 2,33 m |
| 2023  | 2,29 m |
| 2024  | 2,36 m |